# Johann Christian Günther (Pharmazeut)
Johann Christian Günther (* 10. Oktober 1769 in Jauer, Königreich Preußen; † 18. Juni 1833 in Breslau) war ein deutscher Apotheker und Botaniker.

## Leben
Johann Christian Günther war der Sohn eines in Jauer ansässigen Hofapothekers. Die pharmazeutische Lehrzeit verbrachte er zuerst bei seinem Vater und dann in einer Breslauer Offizin. Nachdem er zwei Jahre in Dresden konditioniert hatte, ging er nach Berlin, um unter den Auspizien von Sigismund Friedrich Hermbstädt die volle naturwissenschaftliche Ausbildung zu erlangen. Mit besonderer Vorliebe wandte er sich dann dem botanischen Studium zu. Er übernahm 1797 die Apotheke eines in Breslau wohnenden Onkels und wurde bereits im September 1799 Assessor beim dortigen Medizinalkollegium, in welcher Stellung er viele Jahre lang bei den Prüfungen der Apotheker und bei der Apothekerrevision tätig war.
Als eifriger Pflanzensammler ganz Schlesien bereisend begann er 1811 zenturienweise die schlesische Flora in trockenen Exemplaren herauszugeben, und in den allmählich erscheinenden 15 Zenturien waren fast alle schlesischen Phanerogamen und Farnkräuter enthalten. Er war hierdurch imstande, eine Enumeratio stirpium phanerogamarum quae in Silesia sponte proveniunt (1824) erscheinen zu lassen. Günthers Name ist von Pohl und Sprengel durch Charakterisierung einer Potentilla guentheri in die botanische Nomenklatur eingeführt worden. Außerdem ist Günthers Name noch dreimal zur Benennung von Pflanzengattungen benutzt worden, darunter von Sprengel für eine brasilianische Synanthere.
Er ist gemeinsam mit Theodor Emil Schummel Erstbeschreiber des Zerschlitzten Frauenmantels Alchemilla fissa Günther & Schummel, 1819.
Am 3. August 1833 wurde er unter der Matrikel-Nr. 1372 zum Mitglied der kaiserlichen Leopoldino-Carolinischen deutschen Akademie der Naturforscher gewählt.